# Кан Бон Чхіль
У цьому корейському імені прізвище (Кан) стоїть перед особовим ім'ям.
Кан Бон Чхіль (кор. 강봉칠, 7 листопада 1943) — північнокорейський футболіст, що грав на позиції захисника. Відомий за виступами в клубі «25 квітня», та збірній Корейської Народно-Демократичної Республіки, у складі якої був учасником чемпіонату світу 1966 року.

## Кар'єра футболіста
Кан Бон Чхіль всю кар'єру гравця провів у складі клубу «25 квітня». У збірній КНДР дебютував у 1965 році, брав участь у відбіркових матчах до чемпіонату світу 1966 року проти збірної Австралії. На самому чемпіонаті грав у першому матчі групового турніру проти збірної СРСР.
У 1973 році в рамках першого кола VII-х Літніх Азійських ігор у Тегерані, які були одночасно відбірковим турніром до чемпіонату світу 1974 року в азійській зоні, Кан Бон Чхіль зіграв кілька матчів проти збірних Ірану, Кувейту та Сирії.